# フェルトヘルンハレ

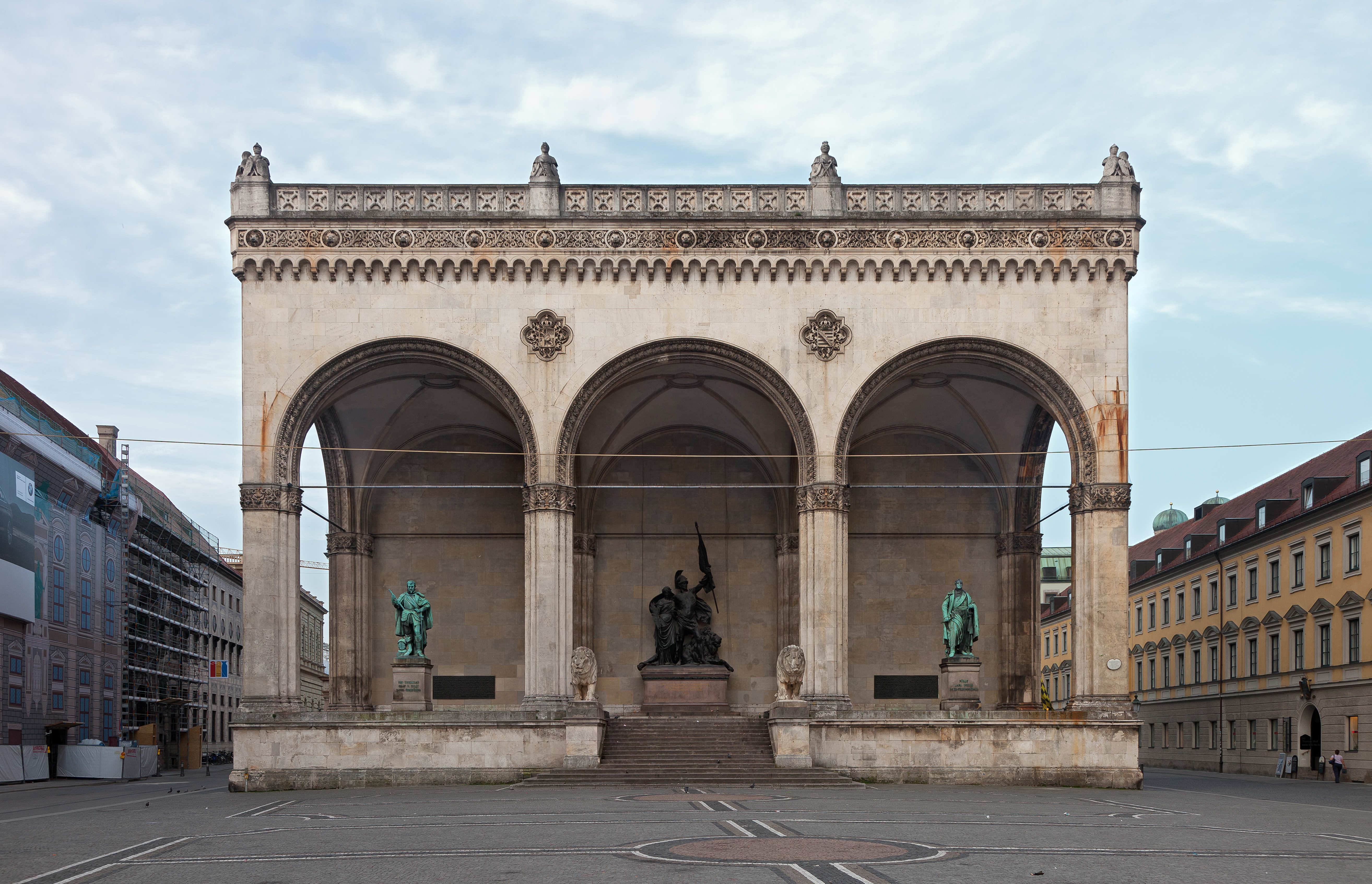
フェルトヘルンハレ

フェルトヘルンハレ（ドイツ語: Feldherrnhalle）は、ドイツのミュンヘン市内のオデオン広場の南側、ルートヴィヒ街に面した場所に設置されているロッジア。日本語では将軍廟や将軍堂の訳語がある。背後となる南側にはプライジング宮殿があり、西側にはテアティナー教会が存在する。

## 建設
フェルトヘルンハレが建築されたのはバイエルン王ルートヴィヒ1世の治世である1841年から1844年にかけてのことである。19世紀初頭からミュンヘン市内では市街の再開発が行われており、オデオン広場はこの際に設置されたものである。広場からは勝利の門までが見通せるように計画され、道をふさいでいたシュヴァービング門は破壊された。
設計を依頼されたのは高名な建築家であるフリードリッヒ・フォン・ゲルトナーであった。ゲルトナーはフィレンツェのロッジア・ディ・ランツィを参考に、建材にケルハイマー石灰岩を用いてロッジアを完成させた。
廟には高名な将軍であるティリー伯ヨハン・セルクラエスと、カール・フィリップ・フォン・ヴレーデの銅像が安置された。彫刻家ルートヴィヒ・シュヴァーンターラーによって原型が製作され、フェルディナント・フォン・ミラーによって完成された。この際、原料となる青銅は銃を溶かして調達された。1892年には中央部分にバイエルン軍記念像、1906年には大理石像のライオンが設置されている。

## ナチスとフェルトヘルンハレ

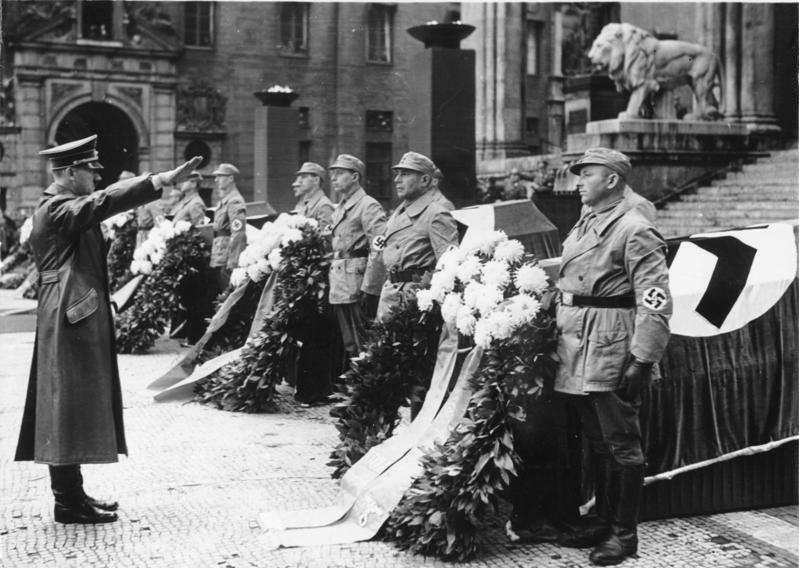
1939年11月11日、フェルトヘルンハレでの式典に臨んだヒトラー。

1923年11月9日、ミュンヘン一揆で蜂起したアドルフ・ヒトラー、エーリヒ・ルーデンドルフをはじめとするドイツ闘争連盟は、バイエルン州政府掌握に失敗し、事態を打開するため市の中心部へのデモ行進を行った。しかし行進がフェルトヘルンハレの前にさしかかった時、突然の銃声により警官が死亡した。その後警察はデモ隊の鎮圧を開始し、デモ隊と警官隊の両者に死者が出た。ヒトラーは逃亡したものの逮捕され、一揆は鎮圧された。

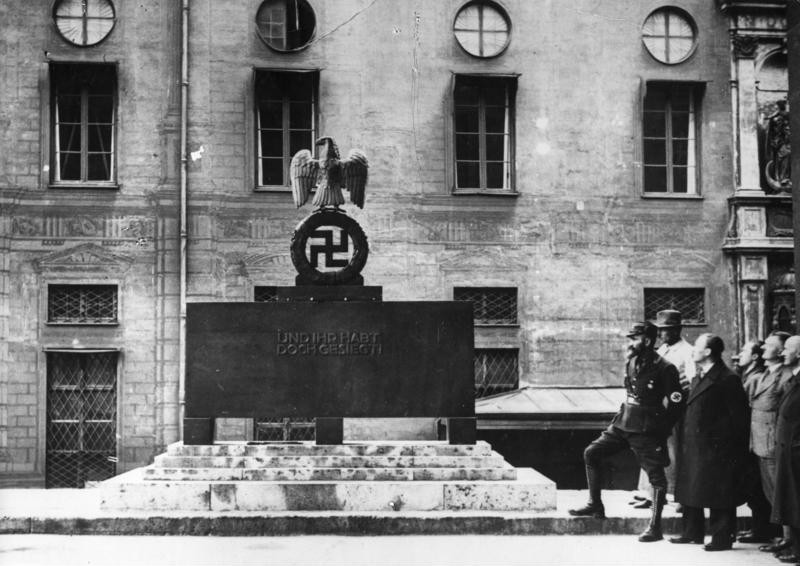
ミュンヘン一揆の記念碑

国家社会主義ドイツ労働者党（ナチ党）はこの際の死者を「殉教者」として扱い、フェルトヘルンハレはナチ党の宣伝の中でシンボル的な意味を持つようになった。ナチ党の権力掌握後にはその扱いはさらに大きくなり、フェルトヘルンハレの付近には殉教者を記念する慰霊碑が建立され、常時親衛隊の儀仗兵によって警備された。市民に対してもフェルトヘルンハレ前を通過するときにはナチス式敬礼が義務づけられた。しかし敬礼を忌避するため、あえてプライジング宮殿裏手のヴィスカルディ小径を通る市民も現れた。いつしかこの道は「卑怯者の小径」（Drückebergergasse）と呼ばれるようになった。また戦争が激化するまでは毎年ミュンヘン一揆の記念行事が盛大に行われ、ヒトラーも参加していた。1938年11月9日にはスイスの神学生モーリス・バヴォーがヒトラーをフェルトヘルンハレ付近で狙撃しようとしたが失敗した。

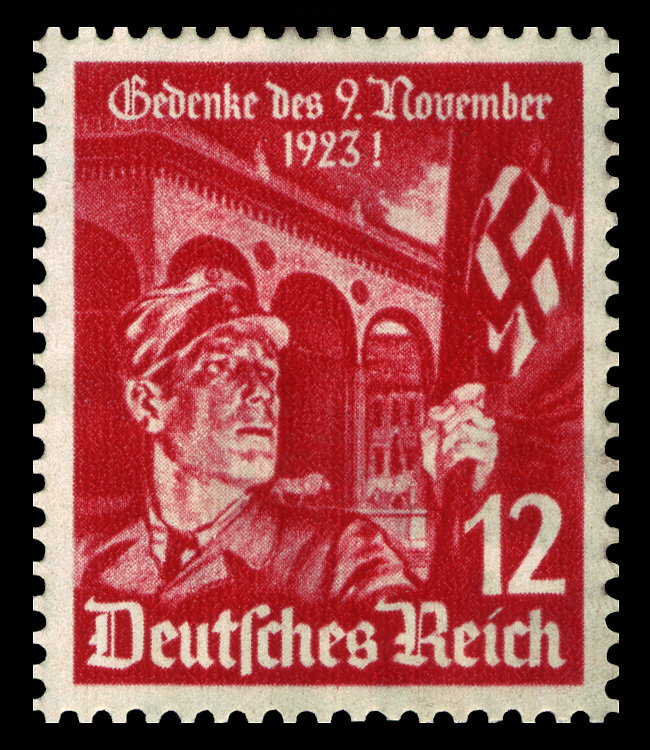
ミュンヘン一揆記念切手、1935年。

またナチスのプロパガンダにより、様々な方面でフェルトヘルンハレの名前と意匠が使用された。ミュンヘン一揆デモを記念して1934年に制定された「血の勲章」（制定から1938年6月までは「1923年11月9日記念メダル」）は、裏面のデザインとしてフェルトヘルンハレを用いている。ドイツ国防軍の第60師団はスターリングラードの戦いで壊滅し、その残存兵は装甲擲弾兵師団「フェルトヘルンハレ」に編成された。その流れを汲むフェルトヘルンハレ2号戦車師団（ドイツ語版、英語版）も「フェルトヘルンハレ」の名前を受け継いでいる。いくつかの旅団などでも用いられた。
第二次世界大戦中には空襲によって背後壁の一部が破損し、1950年から1962年にかけて修復された。戦後にはナチスの設置した記念物が除去された。

## 文献
- Gallas, Klaus (1979). München. Von der welfischen Gründung Heinrichs des Löwen bis zur Gegenwart: Kunst, Kultur, Geschichte. DuMont. ISBN 3-7701-1094-3